# Benedikt Goldschmidt
Benedikt Moses Baruch Goldschmidt (geb. 1575 in Frankfurt am Main; gest. 1642 in Kassel), als Schutzjude in Witzenhausen (1618–1622) und in Kassel (ab 1620) erwähnt, war Hofbankier dreier hessischer Landgrafen (Moritz, Wilhelm V. und Wilhelm VI.) Hofjuwelier, Erster Vorsteher und Schtadlan der Landesjudenschaft.

## Familie
Benedikt Goldschmidt war der Sohn des Levi Goldschmidt (gest. 1608). Seine Frau Rosina (Röschen) heiratete er um das Jahr 1600. Sein Sohn und Nachfolger als Judenvorsteher war Simon Goldschmidt. Benedikt Goldschmidt ist der Stammvater der ältesten Fabrikanten- und Bankiersfamilie Goldschmidt in Kassel.

## Leben
Benedikt Goldschmidt stammte aus dem Frankfurter Stammhaus „Zum Goldenen Schwan“, das sich von 1521 bis 1883 in Familienbesitz befand. Er zog um 1602 als junger Mann von Frankfurt am Main nach Witzenhausen, wo er von 1618 bis 1622 erwähnt wurde. Um 1620 lieferte er der Kasseler Münze das Prägesilber. In der Liste der Steuerzahler der Stadt Kassel wurde er im gleichen Jahr 1620 als „Hofjude“ mit einer Zahlung von 500 Reichstalern genannt. Er gewann das volle Vertrauen des Landgrafen Moritz von Hessen, der ihn zur Erledigung wichtiger Geschäfte wiederholt nach Frankfurt schickte. Auch für dessen Nachfolger Wilhelm V. wurde er geschäftlich tätig.
Als man von den Juden 2000 Gold-Taler als finanziellen Beitrag zu den Kosten des Dreißigjährigen Krieges forderte, legte Benedikt als Erster Vorsteher der hessischen Landesjudenschaft – dieses Amt hatte er von seinem Verwandten Joseph Goldschmidt (vom „Goldenen Schwan“ in Frankfurt) übernommen und es blieb seitdem bis Anfang des 18. Jahrhunderts in Benedikts Nachkommenschaft erblich – diese Summe zunächst aus, verteilte diese Forderung dann aber auf alle jüdischen Familien Ober- und Nieder-Hessens beim ersten Juden-Landtag, den er im Jahre 1626 nach Kassel einberief. Im Laufe des Krieges erhielt er auf Befehl des Stadtrates eine Einquartierung in seinem Haus, worauf er sich umgehend beim Landgrafen erfolgreich beschwerte mit dem Hinweis, er habe als Hofbeamter das Privileg (wofür er 1625 und 1636 600 Reichstaler bezahlt habe), von Einquartierungen befreit zu sein. Auf Intervention des Landgrafen blieb Benedikt davon befreit.
Ein entscheidendes Kapitel seines Lebens und auch der jüdischen Gemeinde Kassels war Benedikts langjähriger Streit mit dem Rabbiner Isaak aus Bettenhausen, Führer einer Gruppe orthodoxer Juden, die in Kassel ihre Gottesdienste abhielt. Schon 1622 bezeichnete der Rabbiner den reichen Hofjuden und dessen Familie wiederholt als „selbstgewachsene Regenten“ und „Verräter der Juden“, weil Benedikt – wohl als weltoffener und modern denkender jüdischer Kaufmann – sich als Hofjude mit der bei den orthodoxen Juden verhassten Regierung eingelassen hatte. Nach etlichen Auseinandersetzungen gewann Benedikt 1625 diesen Streit, nicht zuletzt auch mit Unterstützung des Landgrafen, dem die Wirtschaftskraft der Goldschmidt-Familie näher lag als der Schutz des orthodoxen Judentums, und erwirkte 1635 sogar einen Erlass zur sofortigen Ausweisung aller in Kassel lebenden Juden mit Ausnahme seiner eigenen Familie. Noch einmal wurde 1637 dieses Dekret erneuert, „daß keinem Juden außer ihm in Cassel seßhaft zu sein, vergönnt sein sollte“.
Bereits 1631 hatte Goldschmidt einen Streit gegen die christliche Metzgerzunft gewonnen, indem ihm das Recht auf rituelles Schlachten zugestanden wurde, obwohl handwerkliche Berufstätigkeiten den Juden untersagt waren. Sein Sieg trug somit auch dazu bei, die Lage aller Juden in ganz Hessen zu erleichtern.
Mit Wegfall der jüdischen Gemeinde in Kassel gab es allerdings auch keinen jüdischen Gottesdienst mehr, da mindestens zehn erwachsene Gottesdienstteilnehmer nachgewiesen werden mussten. So führte die „immer stärker verwurzelte und physisch anwachsende Familie Goldschmidt“ ohne Erlaubnis ihren „Privat-Gottesdienst“ im eigenen Wohnhaus durch, wobei auch auswärtige Juden ohne Aufenthaltsgenehmigung zu diesen Gottesdiensten in die Stadt kamen und dort auch übernachteten. Jahre später konnte die Familie Goldschmidt „gar mit der ihr eigenen unbeugsamen Energie den Versuch wagen, ihn (den Gottesdienst) offiziell legitimieren zu lassen!“. Dieses gelang allerdings erst 1651 Benedikts Sohn Simon.
Die Goldschmidt-Familie blieb die einflussreichste unter Hessens Hofjuden bis zum Aufstieg der Frankfurter Rothschilds.